# Sphaenorhynchus botocudo
Sphaenorhynchus botocudo es una especie de anfibio anuro de la familia Hylidae.

## Distribución geográfica
Esta especie es endémica del estado de Espírito Santo en Brasil. Se encuentra en el municipio de Mucurici.

## Publicación original
- Caramaschi, Almeida & Gasparini, 2009: Description of two new species of Sphaenorhynchus (Anura, Hylidae) from the State of Espírito Santo, Southeastern Brazil. Zootaxa, n.º 2115, p. 34–46.[3]